# Podziemne Miasto na Wyspie Wolin
Podziemne Miasto na Wyspie Wolin (Bateria Vineta) – zespół baterii artylerii nabrzeżnej, podziemny kompleks schronów wzniesiony w latach 1936–1938 w Świnoujściu na wyspie Wolin, wpisany do rejestru zabytków nieruchomych województwa zachodniopomorskiego; udostępniony do zwiedzania – atrakcja turystyczna.

## Historia (1935–1945)
Historia Baterii Vineta rozpoczyna się w 1935 roku kiedy to dowództwo Kriegsmarine postanawia wzmocnić obrony portu wojennego w Świnoujściu (do 1945 roku było miasto na terenie Niemiec „Swinemünde”) rozpoczynając budowę baterii nadbrzeżnych, łamiąc przy tym postanowienia traktatu wersalskiego. Po wykupieniu ziemi oraz drewna od lokalnego leśnictwa rozpoczyna się budowa, która trwa 3 lata kończy się w 1938 roku. Pierwsi niemieccy żołnierze zajęli swoje stanowiska w 1939 roku. Nazwa baterii „Vineta” wywodzi się od starożytnego wikińskiego miasta Wineta.
Nowo wybudowana bateria składała się z 7 schronów dzielących się na bojowe i pomocnicze. Schrony bojowe umiejscowiono na najwyższej wydmie w okolicy zwiększając zasięg ostrzału) a schrony pomocnicze tuż u jej podnóża od schrony południowej zapewniając im dodatkową ochronę przed ogniem artyleryjskim od strony morza.

### Schrony pomocnicze
1. Schron maszynowni – jednokondygnacyjny schron wyposażony w agregaty prądotwórcze oraz studnię zapewniającą dostęp do wody we wszystkich schronach oraz budynkach.
2. Schron amunicyjny – oddalony ok. 50 metrów od schronu maszynowni stanowił magazyn na amunicję artyleryjską. Został wysadzony w powietrze przez Niemców, w maju 1945 roku.[potrzebny przypis]

### Schrony bojowe
1. Koszarowo-bojowe („Anton”, „Cäsar”, „Dora”, „Emil”) składające się z dwóch części. Pierwsza z nich, znajdująca się bliżej głównego wejścia stanowiła część koszarową, w której znajdowały się pomieszczenia koszarowe dla 28 żołnierzy (pomieszczenie dla 1 oficera, pomieszczenie dla 3 podoficerów i dwie izby dla 24 marynarzy (po 12 w każdym). Druga część schronu to część bojowa składająca się z barbety działa (wraz z systemem wind) 15 cm SK C/28. (posiadającej własny, wzmocniony fundament) oraz magazynów na amunicję (ok. 600 sztuk) oraz zapalniki. Części koszarowa i bojowa były oddzielone od siebie korytarzem stanowiącym śluzę przeciwpożarową zamykaną na dwie pary stalowych drzwi.
2. Schron dowodzenia będący jedynym dwukondygnacyjnym schronem w całym kompleksie. Nie posiadał swojego własnego uzbrojenia w postaci dział ponieważ pełnił on funkcję centrum kierowania ogniem całej baterii. Jego głównym wyposażeniem były dwa peryskopy służące do obserwacji Zatoki Pomorskiej oraz dalmierz artyleryjski służący do wymierzania odległości pomiędzy działami a okrętami wroga. Również podzielony był na dwie części mieszczące się na dwóch piętrach obiektu. Górne piętro pełniło funkcję centrum kierowania ogniem całej baterii (z wykorzystaniem wcześniej wspomnianej optyki oraz komputerów artyleryjskich), dolne natomiast było częścią koszarową (izby żołnierskie, ambulatorium, toaleta z umywalnią itp.). Warto wspomnieć, że przyrządy optyczne osłonięte stalową kopułą pancerną o wadze przeszło 60 ton, które zachowały się do dzisiaj.

## Historia 1945–2014
Po zajęciu Świnoujścia przez Sowietów, bateria została przeszukana, rozminowana a wszystkie jej elementy dokładnie opisane i skatalogowane. Po paru miesiącach bateria została przekazana w ręce Wojska Polskiego. Z początku nie było ani środków ani pomysłu na wykorzystanie poniemieckich schronów. Dopiero na początku lat 60. XX wieku, po zmianie doktryny wojennej Układu Warszawskiego postanowiono przekształcić obiekt na tzw. Wysunięte Stanowisko Dowódcy Frontu Północnego (Polskiego). W tym celu rozpoczęto przebudowę całego kompleksu. Schrony wyremontowano i dostosowano do wymogów ówczesnego pola walki, a następnie połączono (5 z nich) systemem podziemnych korytarzy komunikacyjnych o łącznej długości 1492 metrów.
1. Schron maszynowni (nr 10 155) – został wyremontowany i wyposażony w dwa generatory prądu o łącznej mocy 180 kW (agregat Skoda-Metz 80 kW i agregat Wola 100 kW). Wewnątrz schronu znajdowały się pomieszczenia akumulatorowni, hydroforni, generatorów, zbiorniki z paliwem oraz izba żołnierska. Według opowieści rezerwistów służących w tym schronie, dopiero w latach 80. XX wieku zrobiono tam toaletę.
2. Schron amunicyjny – po wysadzeniu go w powietrze w maju 1945 roku nie był remontowany.
3. Schron A (nr 10 150) – za czasów PRL przystosowany do funkcji schronu radiowego (nadawczego)
4. Schron B (nr 10 151) – schron dowodzenia
5. Schron C (nr 10 152) – schron obrony przeciwchemicznej oraz ambulatorium
6. Schron D (nr 10 153) – schron radiowy (odbiorczy) z mieszczącym się w nim Radiowym Centrum Odbiorczym
7. Schron E (nr 10 154) – schron pełniący funkcję stołówki oraz kasyna oficerskiego.

Obiektowi został nadany numer jednostki wojskowej JW 8646, która była jedną z najbardziej tajnych obiektów w Polsce. Brał on udział w ćwiczeniach Układu Warszawskiego oraz Wojska Polskiego. Złoty okres kompleksu przypada na lata 70. XX wieku. Z biegiem lat dowództwo SZ PRL zorientowali się, że posiadanie tak dużego obiektu fortyfikacyjnego w potencjalnym konflikcie nuklearnym nie jest pomysłem trafionym (wg danych wywiadowczych wynika, że na Świnoujście miała spaść głowica nuklearna o mocy 50 kiloton), dlatego obiekt powoli tracił na znaczeniu. W latach 80. został przekształcony na Stanowisko Dowódcy Marynarki Wojennej, a następnie już w latach 90. stał się Stanowiskiem Dowódcy 8. Flotylli Obrony Wybrzeża. Ostatnie duże ćwiczenia, w których brała udział jednostka JW 8646 to Anakonda 95.
W 2007 roku Wojsko Polskie podjęło decyzję o pozbyciu się obiektu (przestarzałe schrony oraz olbrzymie koszty utrzymania). Wojsko miało dwie opcje demilitaryzację (łączące się z olbrzymimi kosztami wysadzenie w powietrze) lub przekazanie go w ręce instytucji pożytku publicznego (np. muzeum). Pasjonaci z Muzeum Obrony Wybrzeża w Świnoujściu podjęli wyzwanie i po ponad czterech latach ubiegania się o przekazanie obiektu, w dniu 31.01.2013 roku JW 8646 została skreślona z listy obiektów wojskowych i stała się filią MOW w Świnoujściu.

## Atrakcja turystyczna
Pracownicy Muzeum Obrony Wybrzeża w przeciągu 5 miesięcy zdołali otworzyć obiekt dla zwiedzających nadając mu nazwę „Podziemne Miasto na Wyspie Wolin”. Dostępny do zwiedzania był schron maszynowni, schron A (przekształcony na schron Kriegsmarine z okresu II wojny światowej) oraz schron B (dowodzenia), w którym przedstawiano odkrytą w archiwach wojskowych mapę z planem III wojny światowej. Z czasem muzealnicy udostępnili dodatkowe obiekty (schron D). Podziemne Miasto wciąż jest rozwijane oraz rozbudowywane z prywatnych środków (Muzeum Obrony Wybrzeża w Świnoujściu jest prywatnym, niedotowanym muzeum).

## Galeria

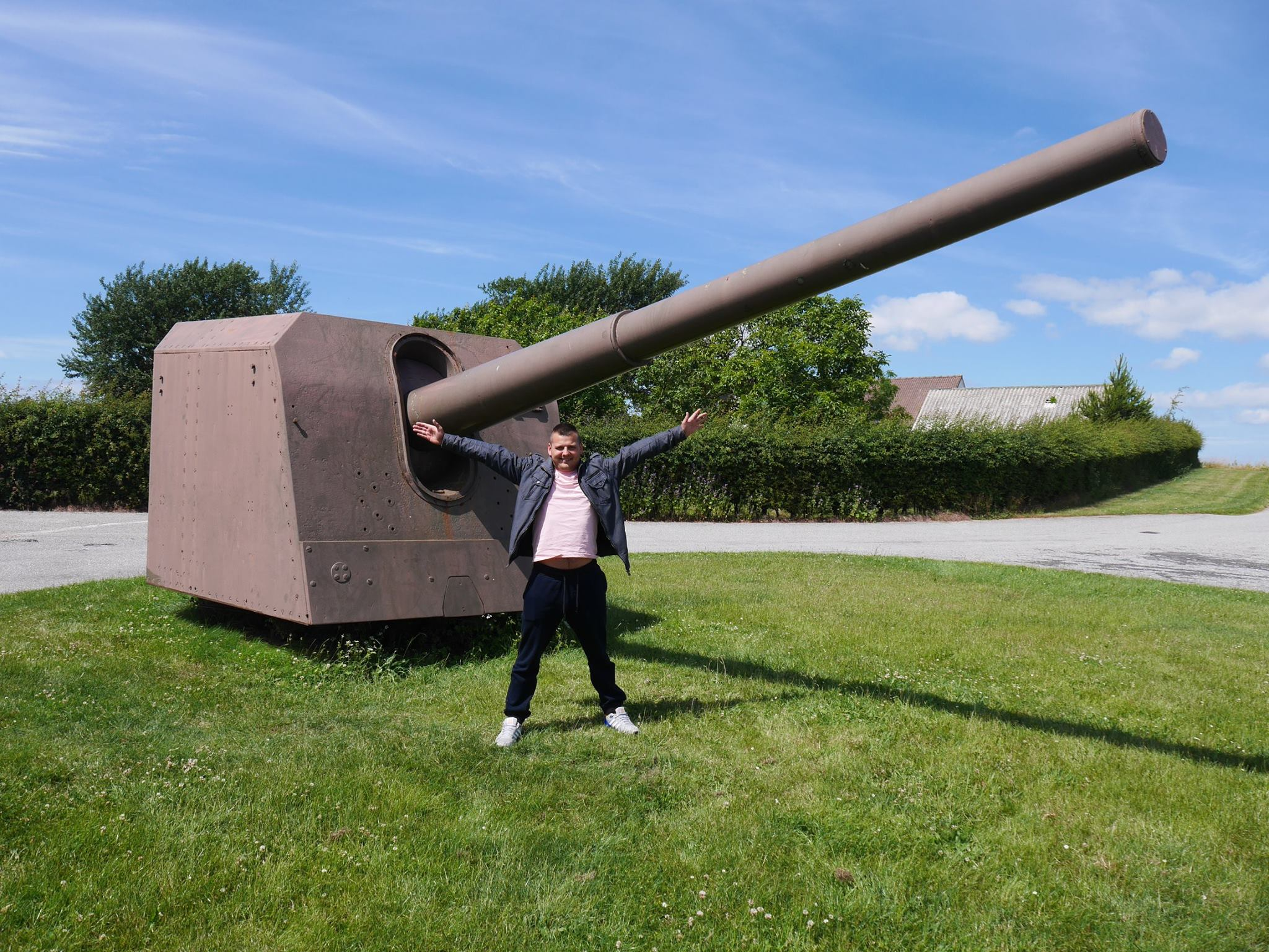
Armata 15 cm SK C/30 znajdująca się na Baterii Vineta do 1943 roku
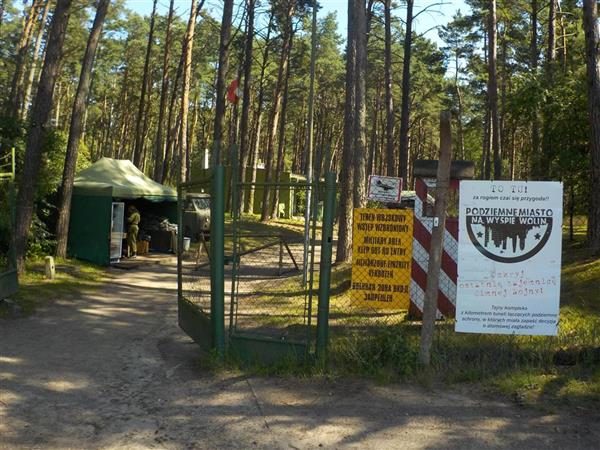
Wejście na teren Podziemnego Miasta. Atrakcja turystyczna została otwarta 1 maja 2014 roku
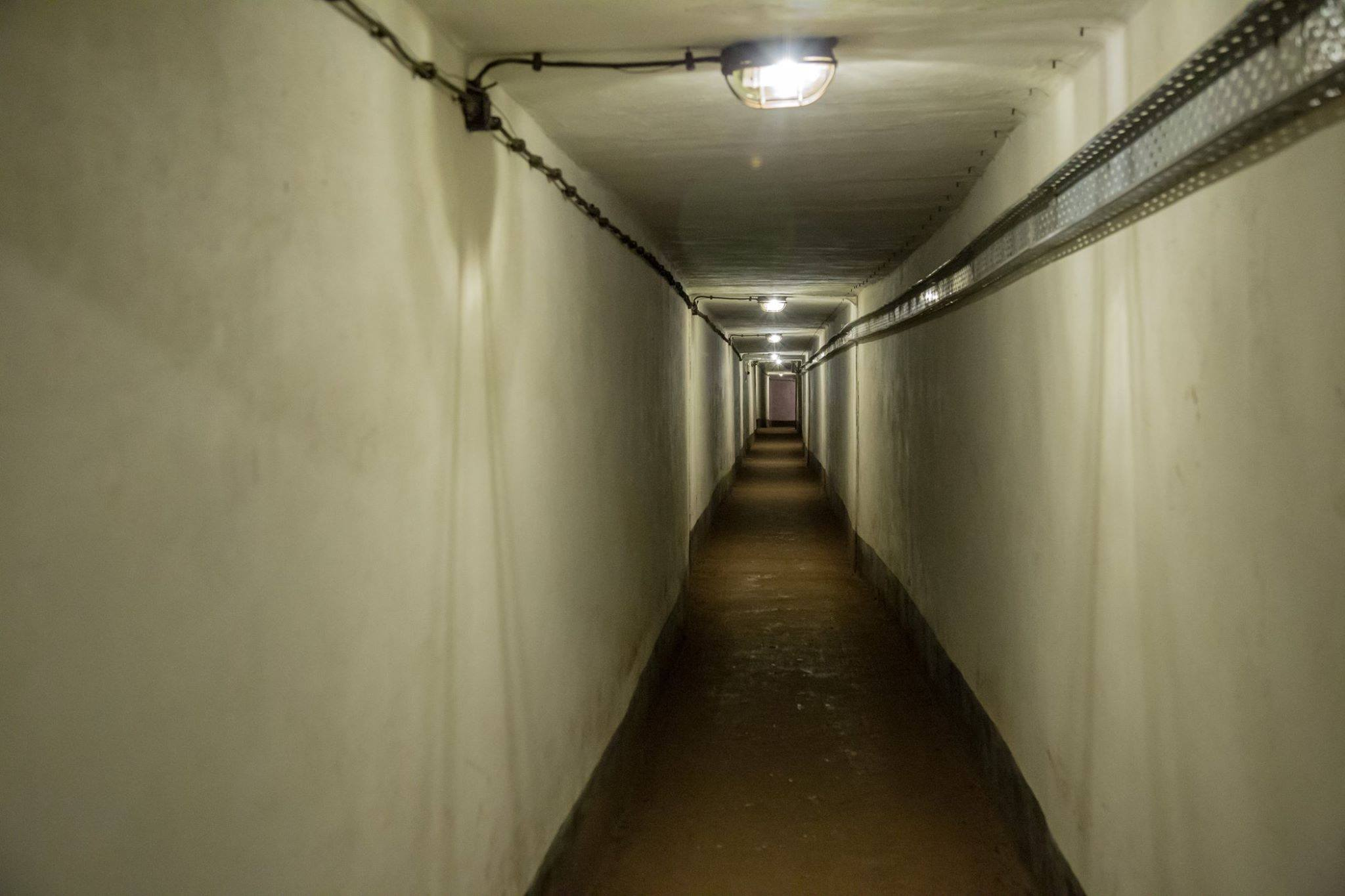
Tunele w Podziemnym Mieście